# Stephan Thelen
Stephan Thelen (* 12. Mai 1959 in Santa Rosa, Kalifornien) ist ein Schweizer Gitarrist, Komponist und Mathematiker.

## Leben
Thelens Eltern stammen aus Frankfurt am Main und übersiedelten während des Physikstudiums seines Vaters vor seiner Geburt in die USA. Im Alter von 10 Jahren kehrte er mit seiner Familie zurück nach Europa. Thelen studierte Musik (klassische Gitarre) und Mathematik an der Universität Zürich und wurde 1990 mit einer Dissertation zum Thema Algebraische Spin-Strukturen promoviert. In den 1990er Jahren nahm er an Gitarrenbau-Seminaren mit Robert Fripp, dem Gründer und Gitarristen von King Crimson, teil.
Thelen spielte Gitarre und Elektronik in verschiedenen Bands und Ensembles in und um Zürich aus den Bereichen Rockmusik, Jazz, experimenteller und klassischer Musik. Ab 2004 konzentrierte er sich zunehmend auf die Komposition von klassischer Kammermusik und seit 2010 auf die Arbeit mit der Band Sonar. Die Band, die ihr Genre als «Minimal Progressive Groove» beschreibt, veröffentlichte ab 2012 mehrere Alben. Für das Projekt 50 For The Future des Kronos Quartet komponierte Thelen 2016 das Streichquartett Circular Lines, das im Oktober 2020 zusammen mit weiteren Streichquartetten auf dem Album World Dialog veröffentlicht wurde. 2022 gründete er das internationale Musikprojekt Fractal Sextett mit fünf weiteren Musikern aus den USA, UK, Israel, Italien und der Schweiz, um die Möglichkeiten seiner zwischen 2018 und 2022 erschienenen Fractal-Alben-Trilogie zu erweitern. Das Debütalbum des Sextetts erschien im September 2022, das Nachfolgealbum Sky Full Of Hope im November 2024.
Neben seinen musikalischen Aktivitäten unterrichtet Thelen Mathematik. Er lebt mit seiner Familie in Zürich.

## Kompositionen (Auswahl)
Werke aus dem kammermusikalischen Bereich:
- 2003: Broken Symmetrie für Piano
- 2004: Celan Songs Vol. 1 für Sopran und Piano
- 2005: Hum of the Hybrid für Streichorchester und elektrische Gitarre
- 2005: String Geometry für Streichorchester und Percussion
- 2006: World Dialogue für Streichquartett
- 2009: Chymisch für Violine und gesampelte Stimme
- 2016: Circular Lines  für Streichquartett, geschrieben für und im Auftrag des Kronos Quartet
- 2018: Parallel Motion für 2 Marimbas, 2 Vibraphone and 2 Percussionisten
- 2020: new piece für Piano und Streichquartett

## Diskografie (Auswahl)

### Solo- und Duoaufnahmen
- Broken Symmetry (Reptile Records, Oktober 2002)
- Epiphany (Reptile Records, Januar 2005)
- String Geometry (Reptile Records, Oktober 2008)
- Fractal Guitar (Moonjune Records, Dezember 2018)
- World Dialog (RareNoiseRecords, Oktober 2020) mit Kronos Quartet und Al Pari Quartet
- Fractal Guitar 2 (Moonjune Records, März 2021)
- Transneptunian Planets (RareNoiseRecords, Juni 2022) mit J. Peter Schwalm
- Fractal Guitar 3 (Moonjune Records, November 2022)
- Rothko Spaces, Volume 1 (Iapetus Media, Februar 2024) mit David Torn
- Rothko Spaces, Volume 2 (Iapetus Media, September 2024) mit Markus Reuter
- Rothko Spaces, Volume 3 (Iapetus Media, Januar 2025) mit Jon Durant
- Worlds in Collision (RareNoiseRecords, Mai 2025)
- Promis Of A Better World (Iapetus Media, Juli 2025) mit Markus Reuter

### Aufnahmen mit Sonar
- A Flaw Of Nature (Ronin Rhythm Records, April 2012)
- Static Motion (Cuneiform Records, Januar 2014)
- Black Light (Cuneiform Records, Oktober 2015)
- Vortex (Cuneiform Records, März 2018) mit David Torn
- Tranceportation (Volume 1) (RareNoiseRecords, November 2019) mit David Torn
- Tranceportation (Volume 2) (RareNoiseRecords, Juni 2020) mit David Torn
- Three Movements (7d Media, Juni 2023) mit David Torn und J. Peter Schwalm

### Aufnahmen mit Fractal Sextett
- Fractal Sextett (RareNoiseRecords, September 2022)
- Sky Full Of Hope (RareNoiseRecords, November 2024)